# Igreja de Santo André (Bramfield)

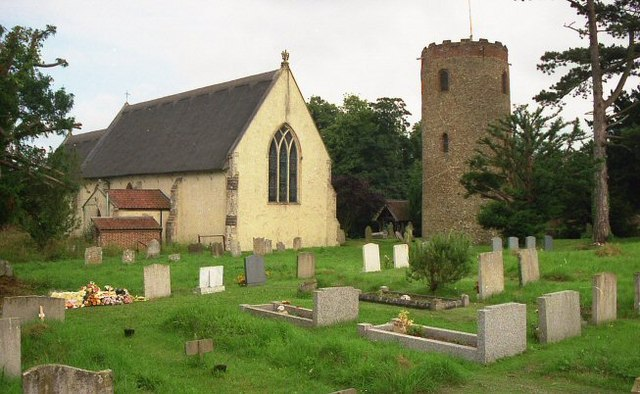
igreja paroquial de St Andrew, Bramfield, Suffolk, vista do noroeste

A Igreja de Santo André é uma igreja do século XIII em Bramfield, Suffolk, Inglaterra. Possui uma torre separada do século XII situada no terreno da igreja. É uma das 38 igrejas de torre redonda existentes em Suffolk e o único exemplar destacado no condado. O terreno diante do altar da igreja é pavimentado com uma série de belas placas de livros de membros das famílias Rabett e Nelson.
Tanto a igreja quanto a torre são edifícios listados como Grau I.